# Hieracium bathylepium
Hieracium bathylepium es una especie de planta con flor del género Hieracium, de la familia Asteraceae, orden Asterales.

## Distribución
Hieracium bathylepium se distribuye por Noruega.

## Taxonomía
Fue descrita científicamente por Dahlst. Fue publicada en Kongl. Svenska Vetensk. Acad. Handl., n.f., 26(3): 142, 255 (1894).